# Conseil municipal et Landtag de Vienne
22e législature
Rathaus
Le Conseil municipal et Landtag de Vienne (en allemand : Wiener Gemeinderat und Landtag) est le conseil municipal et parlement régional de Vienne, la capitale de l'Autriche. La ville constitue à la fois une commune et un Land. Il siège au Rathaus dans l'Innere Stadt, le 1er arrondissement de la ville.

## Système électoral
Les 100 sièges du Conseil municipal et du Landtag sont élus au scrutin proportionnel plurinominal à liste ouverte dans le cadre d'un processus en deux étapes. Les sièges sont répartis entre dix-huit circonscriptions plurinominales. Pour que les partis reçoivent une représentation au Landtag, ils doivent soit remporter au moins un siège dans une circonscription, soit franchir un seuil électoral de 5 % à l'échelle du Land. Les sièges des circonscriptions sont répartis selon le quotient de Hare, tous les sièges restants au niveau de Land sont attribués selon la méthode D'Hondt, afin d'assurer la proportionnalité globale entre la part des voix d'un parti et sa part de sièges.
Après les élections de 2015, une réforme mineure du système électoral est adoptée, modifiant la formule de répartition des sièges dans les circonscriptions. Le nouveau système augmente le nombre de voix requises pour obtenir un siège dans une circonscription, ce qui se traduit par moins de sièges distribués aux partis par l'intermédiaire des circonscriptions et plus distribués au niveau du Land. Cette réforme est considérée comme bénéfique pour les petits partis, qui ont peu de chances de remporter des sièges dans les circonscriptions, et doivent compter sur une répartition au niveau du Land pour la majeure partie de leur représentation.